# Zwergspechte
Die Zwergspechte (Picumnus) – auch als Weichschwanzspechte bezeichnet – sind eine Gattung
der Specht-Familie (Ordnung der Spechtvögel).
Im Gegensatz zu den Echten Spechten haben die Zwergspechte keinen Stützschwanz, da ihre Schwanzfedern nicht steif genug sind. Da ihr Schnabel nicht so stabil ist, bauen sie ihre Bruthöhlen nicht selbst, sondern nutzen verlassene Höhlen anderer Spechte.
Zwergspechte sind durch einen relativ großen Kopf und eine lange Zunge gekennzeichnet.
Sie bewegen sich ähnlich den Kleibern und ernähren sich überwiegend von Insekten, die sie unter abgestorbenen Baumrinden finden.
Eine Besonderheit ist die zygodactyle Anordnung der Zehen – mit zwei nach vorne und zwei nach hinten weisenden Zehen.
Die Vertreter der Zwergspechte haben Größen von ca. 10 cm und sind somit wesentlich kleiner als ihre Verwandten der Echten Spechte.
Abgesehen vom in Asien vorkommenden Tüpfelzwergspecht sind alle Arten der Gattung Picumnus in Süd- und Mittelamerika verbreitet. Ihr Lebensraum sind tropische Wälder.

## Systematik
Nach Überstellung der Gattungen Sasia mit zwei asiatische Arten und Verreauxia mit einer afrikanischen Arten in die neu eingeführte Unterfamilie Sasiinae und der Verschiebung der Gattung Nesoctites in die Unterfamilie der Echten Spechte (Picinae) gehört zur Unterfamilie Picumninae nur noch die Gattung Picumnus mit 27 Arten:
Liste, deutsche Namen und Reihenfolge aktualisiert März 2025.

- Tüpfelzwergspecht (Picumnus innominatus)
- Goldstirn-Zwergspecht (Picumnus aurifrons)
- Lafresnaye-Zwergspecht, auch Lafresnayezwergspecht (Picumnus lafresnayi)
- Orinokozwergspecht (Picumnus pumilus)
- Goldschuppen-Zwergspecht (Picumnus exilis)
- Schwarzflecken-Zwergspecht (Picumnus nigropunctatus) – wird von einigen Autoren als Unterart des Goldschuppen-Zwergspecht betrachtet, so[4][5]
- Braunohr-Zwergspecht (Picumnus sclateri)
- Schuppenzwergspecht (Picumnus squamulatus)
- Weißbauch-Zwergspecht (Picumnus spilogaster)
- Däumlingsspecht (Picumnus minutissimus)
- Fleckenzwergspecht (Picumnus pygmaeus)
- Perlenbrust-Zwergspecht (Picumnus steindachneri)
- Varzeazwergspecht (Picumnus varzeae)
- Zebrazwergspecht (Picumnus cirratus)
- Andenzwergspecht, auch Orbignyzwergspecht (Picumnus dorbignyanus)
- Temminckzwergspecht, auch Bänderzwergspecht (Picumnus temminckii)
- Weißschuppen-Zwergspecht (Picumnus albosquamatus)
- Rostnacken-Zwergspecht (Picumnus fuscus)
- Rotbauch-Zwergspecht (Picumnus rufiventris)
- Ockerzwergspecht (Picumnus limae), der Fahlzwergspecht (Picumnus fulvescens) wird seit 16. Mai 2019 als Unterart des Ockerzwergspechtes (Picumnus limae fulvescens) angesehen.[6]
- Braunbrust-Zwergspecht (Picumnus nebulosus)
- Gelbbauch-Zwergspecht (Picumnus castelnau)
- Cuzcozwergspecht (Picumnus subtilis)
- Olivrücken-Zwergspecht (Picumnus olivaceus)
- Braunrücken-Zwergspecht (Picumnus granadensis)
- Zimtzwergspecht (Picumnus cinnamomeus)